# New Zealand National League 2021
La New Zealand National League 2021 fue la 1.ª edición del torneo inaugural de la New Zealand National League. Inició el 6 de noviembre y terminó el 12 de diciembre, ambos del 2021.
El Miramar Rangers se convirtió el primer campeón de la National League en la historia además de obtener su primer título en su historia derrotando 7:2 al Wellington Olympic.

## Equipos
Los participantes se clasifican a través de la ligas regionales.
| Eliminatorias   | Eliminatorias          | Eliminatorias   |
| --------------- | ---------------------- | --------------- |
| Northern League | Central Premier League | Southern League |

| Equipos participantes       | Equipos participantes | Equipos participantes |
| --------------------------- | --------------------- | --------------------- |
| Auckland City FC            | Auckland United FC    |                       |
| Birkenhead United           | Cashmere Technical    |                       |
| Eastern Suburbs             | Miramar Rangers       |                       |
| Selwyn United FC            | Wellington Olympic    |                       |
| Wellington Phoenix Reserves | Western Suburbs FC    |                       |

## Fase de grupos
Actualizado el 15 de Noviembre de 2021.

### Grupo Auckland
El Grupo quedó cancelado
| Pos. | Equipo             | PJ | PG | PE | PP | GF | GC | DG | Pts. | Clasificado a |
| ---- | ------------------ | -- | -- | -- | -- | -- | -- | -- | ---- | ------------- |
| 1    | Auckland City FC   | 0  | 0  | 0  | 0  | 0  | 0  | 0  | 0    | Semifinales   |
| 2    | Auckland United FC | 0  | 0  | 0  | 0  | 0  | 0  | 0  | 0    | Semifinales   |
| 3    | Birkenhead United  | 0  | 0  | 0  | 0  | 0  | 0  | 0  | 0    |               |
| 4    | Eastern Suburbs    | 0  | 0  | 0  | 0  | 0  | 0  | 0  | 0    |               |

### Grupo South
| Pos. | Equipo                  | PJ | PG | PE | PP | GF | GC | DG  | Pts. | Clasificado a |
| ---- | ----------------------- | -- | -- | -- | -- | -- | -- | --- | ---- | ------------- |
| 1    | Miramar Rangers (Q)     | 5  | 3  | 2  | 0  | 13 | 10 | +3  | 11   | Final         |
| 2    | Wellington Olympic (Q)  | 5  | 3  | 1  | 1  | 15 | 13 | +2  | 10   | Final         |
| 3    | Cashmere Technical      | 5  | 3  | 0  | 2  | 8  | 4  | +1  | 9    |               |
| 4    | Wellington Phoenix Res. | 5  | 2  | 0  | 3  | 15 | 8  | +7  | 6    |               |
| 5    | Western Suburbs FC      | 5  | 2  | 0  | 3  | 6  | 11 | -5  | 6    |               |
| 6    | Selwyn United FC        | 5  | 0  | 1  | 4  | 4  | 15 | -11 | 1    |               |

## Final
| Local               | Resultado | Visita             | Fecha           | Estadio       |
| ------------------- | --------- | ------------------ | --------------- | ------------- |
| Miramar Rangers (C) | 7 - 2     | Wellington Olympic | 11 de diciembre | Jerry Collins |

| Bandera de Nueva Zelanda            |
| Campeón Miramar Rangers 1.er título |